# Архив князя Воронцова
«Архив князя Воронцова» — собрание документов (автобиографические записки, переписка и т. п.) фамильного архива графов (с 1845 — князей) Воронцовых, ценный источник по истории внешней и внутренней политики Российской империи 18-го — середины 19-го веков и западно-европейских государств. В архиве, в частности, содержится: информация по управлению хозяйством Елизаветы Петровны, по делу Миниха и Бирона, о «чумном бунте» 1771 года в Москве, о восстании Е. И. Пугачёва, о А. Н. Радищеве, «Записки» Е. Р. Воронцовой (Дашковой), письма А. В. Суворова, Вольтера, Талейрана, Д’Аламбера и др.
Частично издан в 40 томах (1870—1895) под редакцией русского археографа и библиографа П. И. Бартенева, остальные остались в рукописях и хранятся в архивных и библиотечных фондах Москвы, Санкт-Петербурга, в Государственном архиве Крыма и Одесской государственной библиотеке.
Основателем архива был С. Воронцов (русский посол в Венеции и Англии), который завещал свои архивные материалы и книги, журналы, газеты библиотеке Новороссийского университета (Одесса, 1898). В конце 1870-х годов в библиотеке Воронцовых насчитывалось 450 названий периодических изданий, хронологически охватывающих период с 1675 года по 80-е годы 19 века.